# Sahara Sunday Spain
Sahara Sunday Spain es una escritora californiana nacida en 1991.
Proviene de una familia de cuatro generaciones de artistas visuales y músicos. Su madre es la famosa fotógrafa Elisabeth Sunday y su padre, Johnny Spain, es un antiguo pantera negra encarcelado por asesinato. Spain llegó a ser conocida por aparecer en varios programas de televisión, entre ellos, the Oprah Winfrey Show.

## Libros publicados
- If There Would Be No Light: Poems From My Heart (Hardcover) 2001